# Achyranthes
Achyranthes es un género de plantas de fanerógamas con especies de hierbas medicinales y otras como planta ornamental dentro de la familia Amaranthaceae. Comprende 309 especies descritas y de estas, solo 11 aceptadas.
Se reconoce por sus hojas elípticas u ovadas con el ápice acuminado, sus inflorescencias no divididas y sus flores reflexas.

## Taxonomía
El género fue descrito por Carolus Linnaeus y publicado en Species Plantarum 1: 204–205. 1753. La especie tipo es Achyranthes aspera L.
Etimología
- Achyranthes: nombre genérico que procede del griego achyron, que significa "paja o cáscara" y anthos, que significa "flor", aludiendo al aspecto del cáliz.[3]

## Especies incluidas
- Achyranthes arborescens
- Achyranthes aspera
- Achyranthes atollensis
- Achyranthes bidentata
- Achyranthes canescens
- Achyranthes faureri
- Achyranthes indica
- Achyranthes japonica
- Achyranthes longifolia
- Achyranthes margaretarum
- Achyranthes mutica
- Achyranthes splendens
- Achyranthes talbotii